# TVRI
TVRI(인도네시아어: Televisi Republik Indonesia 텔레비시 레푸블리크 인도네시아[*])은 인도네시아의 공영 텔레비전 방송국으로, 인도네시아에서 가장 오래된 텔레비전 네트워크이다. 본사는 중앙 자카르타의 세나얀에 있다.
TVRI는 1989년 인도네시아 최초의 민영 텔레비전 방송국인 RCTI가 개국할 때까지 인도네시아의 텔레비전 방송을 독점하였다.

## 역사
1961년 인도네시아 정부는 자카르타에서 열리는 1962년 아시안 게임 개최를 준비하면서 국립 텔레비전 방송의 설립을 포함하기로 하였다. 이후 그 해에 텔레비전 준비위원회가 설립되었다. 10월, 대통령 수카르노는 자카르타 세나얀에서 스튜디오 및 두개의 텔레비전 타워 건물을 주문했다. TVRI의 첫 시험 방송은 1962년 8월 17일 메르데카 팰리스(Merdeka Palace, 대통령궁)에서 인도네시아 독립 기념일 행사를 방송한 것이다. 이후 1962년 8월 24일 아시안 게임 개막식 당일에 TVRI의 본방송이 시작되었다. 2년 후, 욕야카르타, 스마랑, 메단, 수라바야, 마카사르, 마나도, 바탐섬, 팔렘방, 발리, 발릭파판에서 첫 지역 방송국이 설립되었다. 이에 앞서 1963년, TVRI 재단은 공식적으로 채널에 대한 공식 통치 기관으로 만들어졌다.
1974년 TVRI는 정보 통신부의 산하로 들어갔고, 정부 정책을 대중에 알리는 역할을 하였다. 2년 후 위성을 통해 인도네시아 곳곳에 방송되었다. 1979년에는 컬러 텔레비전 방송을 실시하였다.
1989년까지 인도네시아 텔레비전 방송을 독점하였으나, 정부의 6차 5개년 계획에서 민영 텔레비전 방송국을 허용하면서 RCTI가 개국하고, 1990년에 SCTV가 개국함으로써 독점체제가 무너졌다.
개혁 시대의 시작 후, TVRI의 운영 형태를 변환하였으며, 재정부에 우선 책임이 되었고, 이후 국유 기업과 재정부에 대한 주 정부의 권한 하에서 유한 회사로 전환하였다.

## 현재
TVRI는 22개의 지역방송국과 함께 6,800명의 직원을 보유하고 있으며, 본사인 자카르타에서는 2,000여명의 직원으로 구성되었다.
TVRI는 전국 채널(TVRI Nasional)과 지역 채널로 방송하고 있다. TVRI Nasional은 오전 4시부터 익일 오전 1시 30분까지 방송하며, 정보와 교육, 엔터테인먼트 등을 보내고 있다.
디지털 텔레비전(DVB-T 방식)을 실시하면서, 디지털 전용 채널 2개가 추가되면서 4개의 채널이 갖춰졌다. 각 채널은 아래와 같다.
- 아날로그,디지털 겸용
  - TVRI 1 (TVRI Nasional - 전국 채널)
  - TVRI 2 (TVRI의 지역 방송 채널)
- 디지털 전용
  - TVRI 3 (문화 채널)
  - TVRI 4 (스포츠 채널)

## 역대 로고

1962-1970
1962–1970(카메라)
1962-1978
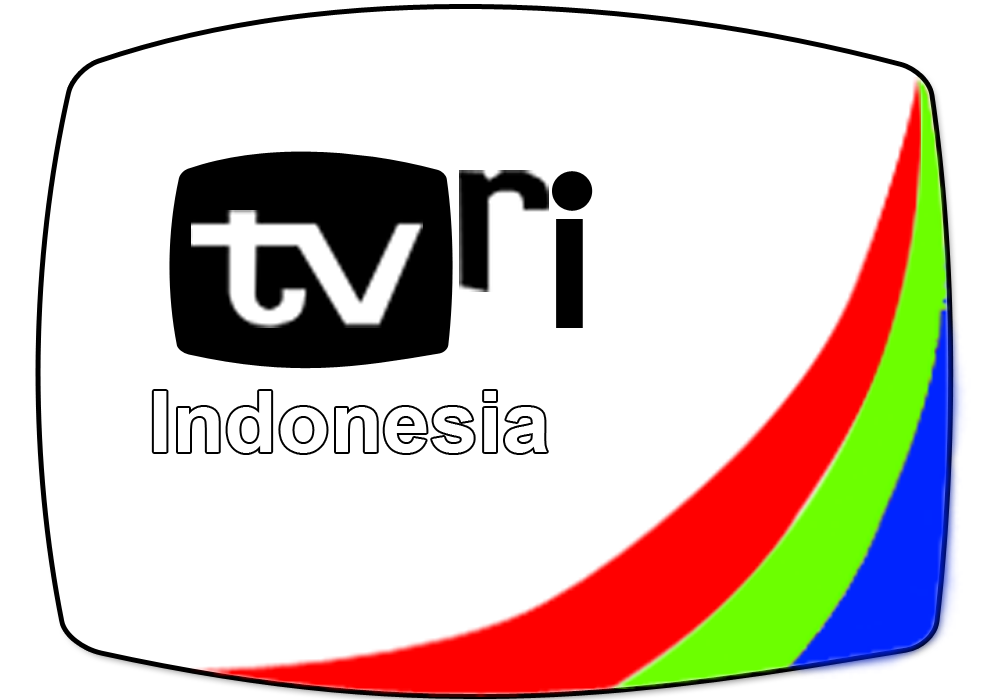
1978-1982
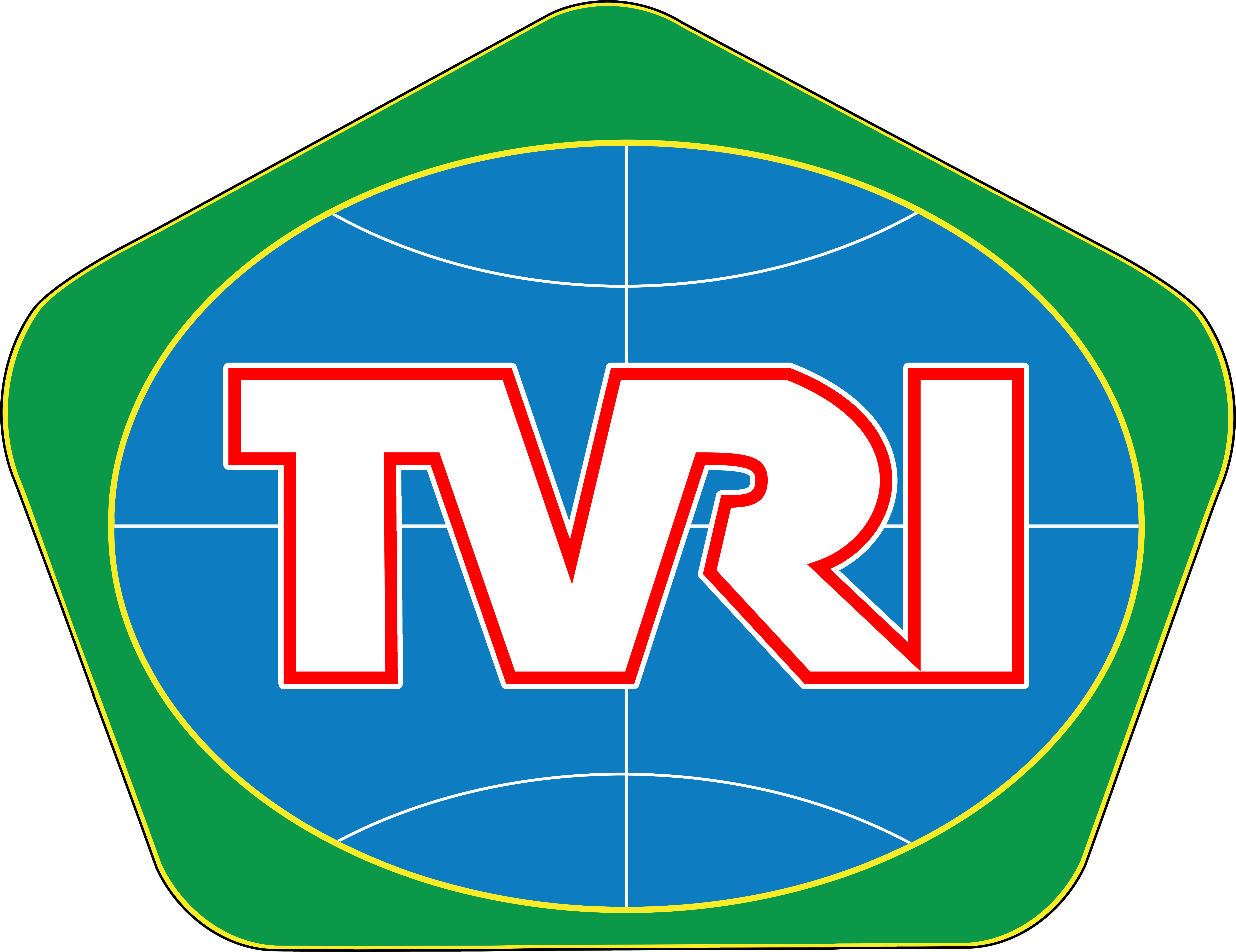
1982-1999
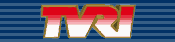
1991-1995
1999-2001
2001-2003
2003-2007
2007–2019
2019–현재

## 역대 슬로건
- Menjalin Persatuan dan Kesatuan (Weaving Unity and Oneness, 1962~2001)
- Makin Dekat Di Hati (Going Closer to The Heart, 2001~2003)
- Semangat Baru (New Spirit, 2003~2012)
- Saluran Pemersatu Bangsa (The Nation's Unifying Channel, 2012~현재)
- Betul Sekali (That's Right, 2015~현재)

## 프로그램
뉴스
- Klik Indonesia
- Dunia Dalam Berita
- Jendela Negeri

기록한 것
- Pesona Indonesia
- Inspirasi Indonesia

코미디
- Rest Area
- Losmen Reborn

스포츠
- Monitor Olahraga

## 참고 문헌
- Department of Information, Republic of Indonesia (1999) Indonesia 1999: An Official Handbook (No ISBN)
- Schwartz, Adam (1994) A Nation in Waiting: Indonesia in the 1990s, Allen & Unwin. ISBN 1-86373-635-2